# Stephen Shennan (rugby)
Stephen Ross Shennan (n. 7 ianuarie 1991, Auckland Region⁠(d), Noua Zeelandă) este un jucător de rugby în XV român originar din Noua Zeelandă care joacă pentru echipa națională  a României.